# Mechanizm kursów walutowych
     Kraje strefy euro
     Kraje należące do ERM II
     Pozostałe kraje UE
     Kraje spoza UE używające euro

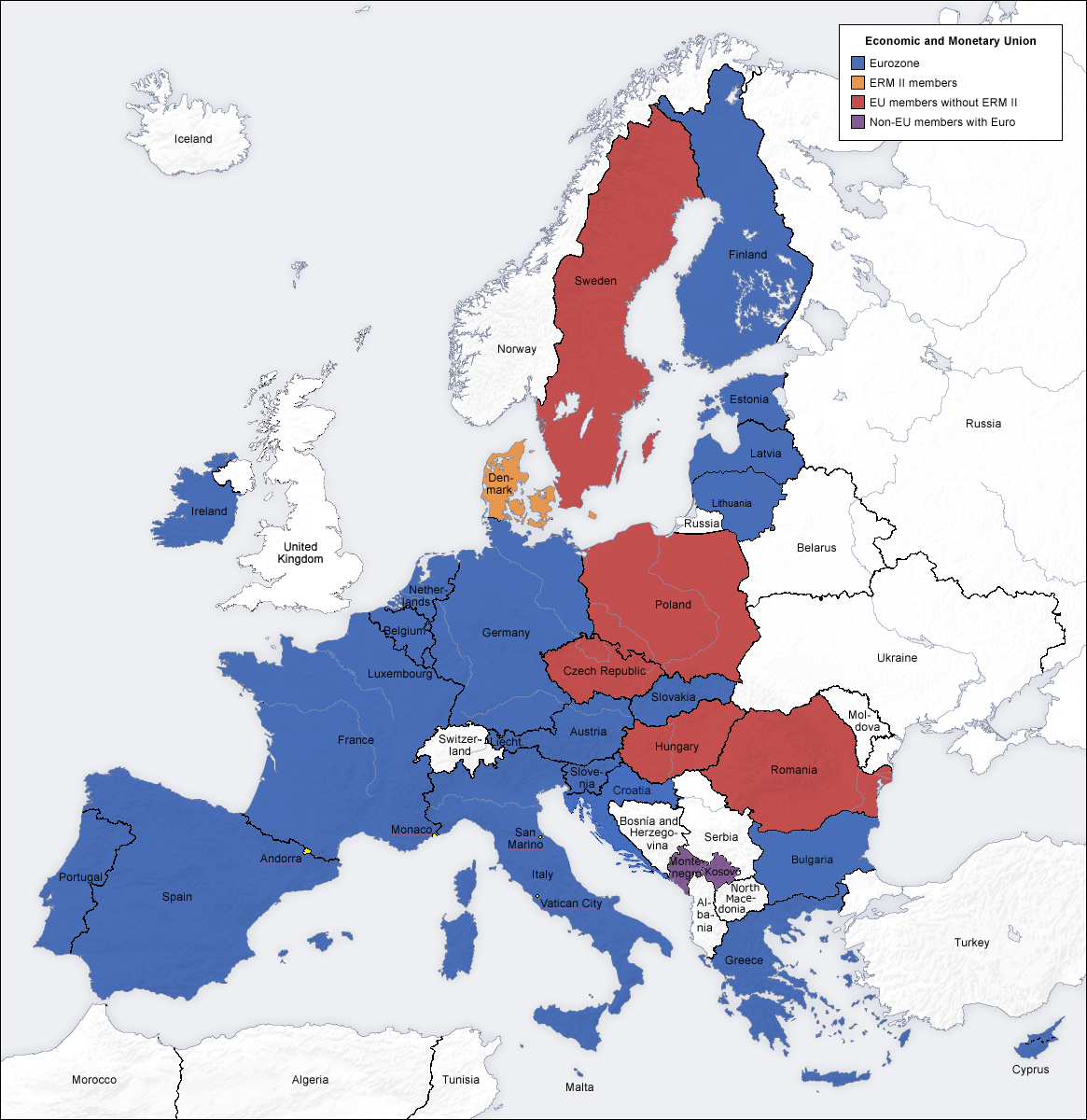
Kraje strefy euro
Kraje należące do ERM II
Pozostałe kraje UE
Kraje spoza UE używające euro

Mechanizm kursów walutowych (ang. (European) Exchange Rate Mechanism – ERM) – mechanizm wzajemnej stabilizacji walut krajów członkowskich Europejskiej Wspólnoty Gospodarczej.
Został on wprowadzony 13 marca 1979 roku, w ramach europejskiego systemu walutowego, za pomocą którego jego członkowie zgodzili się utrzymywać kursy swoich walut wewnątrz wąskiego przedziału. Waluty znajdowały się w „wężu walutowym”, dzięki utrzymaniu kursu każdej z walut wyrażonego w ECU (ang. European Currency Unit) w przedziale ±2,25% ustalonego kursu parytetowego.
Celem mechanizmu było ograniczanie zmienności kursu walutowego i stabilizacja walut europejskich w celu ułatwienia procesu tworzenia unii gospodarczej i walutowej oraz wprowadzenia wspólnej waluty, euro (co miało miejsce w dniu 1 stycznia 1999). Udział w ERM był dobrowolny. Niektóre kraje rezygnowały z uczestnictwa (np. wycofano funta szterlinga) lub zawieszały uczestnictwo (np. zawieszono lira włoskiego). System ten istniał do 1999, gdyż 31 grudnia 1998 kursy walutowe strefy euro zostały zamrożone wobec ECU. Euro zastąpiło ECU przy zachowaniu parytetu 1 EUR = 1 ECU.

## ERM II
System ERM II rozpoczął funkcjonowanie 1 stycznia 1999 z chwilą rozpoczęcia III etapu unii gospodarczej i walutowej, kiedy w 11 państwach zaczęto wykorzystywać euro w transakcjach bezgotówkowych (w gotówkowych nastąpiło to trzy lata później). Jest to system łączący euro z walutami państw Unii spoza strefy euro. Celem ERM II jest umożliwienie sprawnego działania rynku wewnętrznego poprzez utrzymanie stabilności kursów państw członkowskich, gdyż duże wahania kursów doprowadzałyby do tego, że produkty jednego z państw stawałyby się bardziej konkurencyjne wyłącznie z powodu zmian kursu.
Wraz z rozszerzeniem Unii Europejskiej 1 maja 2004 i 1 stycznia 2007 banki centralne nowych 12 krajów członkowskich zostały zobowiązane do przystąpienia do ERM II (konieczne jest także spełnienie pozostałych czterech kryteriów konwergencji). Waluty poszczególnych państw znajdą się w systemie w różnym czasie na podstawie umów bilateralnych. ERM II ma ponadto wspierać państwa spoza strefy euro w ich dążeniach do wejścia do niej dzięki wzmacnianiu integracji gospodarczej. Zgodnie z wymogami traktatowymi przed wprowadzeniem euro waluta państwa objęta derogacją ma uczestniczyć w ERM II co najmniej przez dwa lata zachowując stabilny kurs, a przede wszystkim unikając deprecjacji. Włączenie waluty do systemu polega na ustaleniu jej kursu centralnego wobec euro i zakresu dopuszczalnych wahań wokół wyznaczonego kursu. Standardowy przedział wahań wynosi +/−15%, ale może być zmieniony na wniosek państwa członkowskiego.
Od 1 stycznia 1999 r. w systemie ERM II znajduje się korona duńska. W dniu 10 lipca 2020 r. do systemu ERM II wszedł bułgarski lew

## Polska w ERM II
Przystąpienie do Unii Europejskiej, wraz z przyjęciem całego acquis communautaire, zobowiązuje Polskę do wprowadzenia wspólnej waluty europejskiej. Pierwotnie zakładano, że złoty stanie się częścią systemu ERM II w 2007 roku, aby w styczniu 2009 roku można było wprowadzić euro.
Plan ten, ze względu na deficyt sektora rządowego i samorządowego, nie został zrealizowany. Termin zastąpienia złotego przez euro został przesunięty na 2012 rok. 28 października 2008 rząd przyjął program przystąpienia do strefy euro. Potwierdzony został w nim termin przyjęcia euro w roku 2012. W 2015 przyjmowano, że przystąpienie do ERM II i wprowadzenie euro możliwe jest najwcześniej około 2020 roku.